# Rocha peralcalina

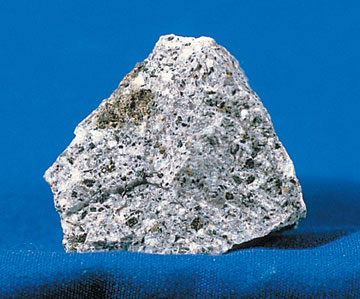
Sienito, uma rocha peralcalina.

Rocha peralcalina é a designação dada em geoquímica e petrologia às rochas ígneas que apresentam na sua composição uma baixa concentração de alumínio (Al) de tal forma que o somatório das concentrações de sódio (Na) e potássio (K) estejam em excesso em relação ao necessário para permitir a formação de feldspatos. A presença de aegerina (piroxena sódica) e riebeckita (anfíbola sódica) são indicadores da existência de peralcalinidade. A presença de rochas peralcalinas é considerada um sinal seguro da existência de vulcanicidade associada a uma bacia de rifte continental.

## Descrição
Em petrologia e geoquímica são consideradas como peralcalinas (inglês: peralkaline) as rochas ígneas, os magmas ou as lavas cujo conteúdo molar em óxido de alumínio seja inferior ao somatório dos óxidos de potássio e de sódio. Como consequência, as rochas peralcalinas são consideradas subsaturadas em alumina.
Por definição, considera-se que existe peralcalinidade quando o índice de peralcalinidade é menor do que 1, sendo este índice definido como:
Al2O3 / [Na2O + K2O] < 1
O índice acima é avaliado considerando as quantidades molares de cada um dos óxidos considerados.
As rochas nas quais este índice é maior do que 1, mas nas quais a proporção de óxido de alumínio em relação ao somatório dos óxidos de sódio, de potássio e de cálcio seja menor do que 1, são chamados rochas metaluminosas. Nessas rochas verificam-se as seguintes relações em termos de concentrações molares:
Al2O3 / [Na2O + K2O + CaO] < 1
Al2O3 / [Na2O + K2O] > 1
As rochas em que não exista proporcionalmente mais alumina do que sódio, potássio e óxido de cálcio em conjunto, são referidas como rochas peraluminosas. Nessas rochas verifica-se a seguinte relação molar:
Al2O3 / [Na2O + K2O + CaO] > 1
As rochas peralcalinas são por vezes subdivididas em comendíticas, relativamente menos pobres em alumínio, e panteleríticas, relativamente pobres em alumínio.
A pequena quantidade de alumínio nas rochas peralcalinas reflecte-se na respectiva mineralogia. Assim, em rochas peralcalinas pobres em alumínio, os membros finais das séries de minerais máficos incluem a aegirina (um membro final das piroxenas pobres em Al), riebeckite, richterite e aenigmatite (todos os três membros membros finais da série das anfíbolas pobres em alumínio). Porque há pouco cálcio nas rochas peralcalinas, formam-se plagioclases, especialmente albite (plagioclase de sódio).